# 745
El 745 (DCCXLV) fou un any comú començat en divendres del calendari julià.

## Esdeveniments
- Constantí V reconquereix part de Síria.[1]
- Segona batalla de Guadalete
- Traducció del Pañchatantra a l'àrab